# Koralpe
Die Koralpe (slowenisch Golica; auch Koralm) ist ein Gebirgszug der Lavanttaler oder Norischen Alpen in Österreich zwischen Mur und Lavant. Höchster Gipfel ist der Große Speikkogel mit 2140 m ü. A.

## Topographie
Die Koralpe ist im Westen begrenzt durch das Lavanttal, im Norden durch den Packsattel (zur Packalm), im Osten durch das Weststeirische Hügelland und im Süden durch die Soboth, einen Bergsattel zwischen Drautal und Sulmtal. Entlang des Berggrats verläuft die Grenze zwischen den österreichischen Bundesländern Kärnten und Steiermark. Obwohl die höchsten Bereiche des aus kristallinem Gestein aufgebauten Gebirgszuges Hochgebirgscharakter aufweisen, ist der größte Teil des Gebietes durch Mittelgebirgsformen geprägt.
Die wichtigsten Gipfel sind:
- Großer Speikkogel (2140 m): Beliebtes Wanderziel. Neben einer Schutzhütte stehen rund um den Gipfel auch Sender der Österreichischen Rundfunksender GmbH (ORS) sowie je eine Radaranlage des Bundesheeres und der Austro Control.
- Reinischkogel (1463 m): Der im Nordosten etwas vorgelagerte Bergstock, dessen Gebiet ein beliebtes Ausflugsziel für die Bewohner der Landeshauptstadt Graz ist, kann mit einigen Gaststätten aufwarten. Vom Hauptgebirgszug ist der Reinischkogel durch die Tiefenlinie Wildbach-Schrogentor-Oberer Modriachwinkel gut abgegrenzt.

Auf der Soboth, ganz im Süden des Gebirgszuges, befindet sich der Stausee Soboth, dessen Wasser zur Stromerzeugung in Lavamünd verwendet wird. Hier geht die Koralpe in den Poßruck oder Radlkamm (slowenisch Kozjak) über. Die Südabdachung, die teilweise in Slowenien liegt, weist Mittelgebirgscharakter auf und wird durch zum Teil schluchtartige Kerbtäler zur Drau hin entwässert. Die höchste Erhebung der Südabdachung ist der an der Grenze zwischen Kärnten und Slowenien gelegene Hühnerkogel (slowenisch Košenjak, 1522 m).
Das Gebiet der Koralpe wird vom Nord-Süd-Weitwanderweg (Österreichischer Weitwanderweg 05) durchquert.
Das Große Kar nördlich des Speikkogels sowie die östlich und nordöstlich davon gelegenen Seekar und Bärental sind Naturschutzgebiete. Letzteres Gebiet umfasst die Quellgebiete des Seebaches, Payerlbaches, Karbaches und der Schwarzen Sulm, in ihm liegt ein Verbreitungsgebiet der Sturzbach-Gämswurz (Doronicum cataractarum), die nur auf der Koralpe vorkommt.
Alpine Bereiche am Osthang der Koralpe im Gebiet der Gemeinde Schwanberg sind als Landschaftsschutzgebiet geschützt. Der Schutz bewirkt die Erhaltung der natürlichen Landschaftselemente und die Bewahrung der Charakteristik der landwirtschaftlich geprägten Kulturlandschaft, insbesondere die Erhaltung der Landschaftselemente wie alpine Matten, Kampfwaldzonen, Schuttfluren, Krummholzbestände, natürliche Fließgewässer mit ihrer Begleitvegetation und Lebensräume der wild lebenden Tier- und Pflanzenarten. Die Verordnung über diesen Schutz wurde 2015 neu erlassen, wonach ein Teil des bisher geschützten Teils, die Glitzalm, nicht mehr zum Schutzgebiet gehörte. Es wurde vermutet, dass damit die rechtlichen Möglichkeiten für die Errichtung eines Pumpspeicherkraftwerkes an der Schwarzen Sulm verbessert würden.

## Geologie
Die Koralpe besteht aus einer großen, auf die Stubalpe aufgeschobenen Deckeneinheit. Im Westen von der Saualpe begrenzt, verschwindet die Koralpe im Osten unter den Sedimenten des Steirischen Beckens. Im Süden setzt sich der Koralpenkristallin (Altkristallin) im Zug des Bachern (slowenisch Pohorje) fort.
Durch Eiszeit und Erosion wurde der Gebirgszug geglättet. Er ist aus metamorphen Gesteinen aufgebaut. Typisch sind die Plattengneise, die unter dem Namen „Stainzer Platten“ abgebaut und vermarktet werden. Eine weitere Besonderheit sind die in den Gneisen auftretenden Eklogite.
Im Bereich der Weinebene kommen Pegmatite vor, welche Spodumen, ein lithiumhaltiges Silikat führen und die größte Lithium-Lagerstätte Europas bilden. Weitere Rohstoffe, die im Gebirgszug vorkommen, sind Quarz und Marmor für die Glaserzeugung, Feldspat für die Herstellung von Porzellan, Glimmer für Isolationszwecke und Hämatit.
In der Koralpe kommt an mehreren Stellen das Leichtmetall Beryllium vor. Das wurde 1929 für einen Schwindel mit der The Beryllium Company Aktiengesellschaft in Graz ausgenützt: Es wurden Vorbereitungsarbeiten für Bergbaue (Freischurfe) in den Gebieten von Gößnitz, Kreuzbergrücken, Edelschrott, Schwanberg, Gressenberg und Garanas angemeldet. Die angeblich großen Berylliumvorkommen waren aber nur vorgetäuscht.
Die Unterlagen der Lagerstättenkunde verzeichnen eine Reihe weiterer Erz- und Mineralvorkommen, so z. B. auch ein Goldvorkommen bei Deutschlandsberg.

## Natur
Eine der Pflanzenarten, die es nur auf der Koralpe gibt, ist die Sturzbach-Gämswurz (Doronicum cataractarum).

## Erschließung

### Energiewirtschaft
Das Kraftwerk Koralpe wurde 1987–1991 als passives Speicherkraftwerk errichtet und 2009–2011 zum Pumpspeicherkraftwerk ausgebaut. Als Speicher dient der Stausee Soboth. Das Kraftwerkshaus liegt nahe Lavamünd an der Drau. Zwei weitere Pumpspeicherkraftwerke sind projektiert: Auf der steirischen Seite das Pumpspeicherkraftwerk Koralm, auf der Kärntner Seite ein Pumpspeicherkraftwerk im Gemeindegebiet von Sankt Georgen im Lavanttal.

### Bergbau
Im nördlichen Teil der Koralpe befindet sich bei Waldenstein eine Lagerstätte von Hämatit (Eisenglimmer). Dies ist ein häufiges Mineral mit dem Hauptbestandteil Eisenoxid (Fe2O3), das im Untertagebau abgebaut wird. Die Aufbereitung erfolgt in der Nähe der Mine. Traditionelle Anwendungen sind Korrosionsschutzanstriche, mehr als 95 % der Produktion werden exportiert.
Im Bereich der Weinebene gibt es Lithium-Vorkommen. Da dieses Alkalimetall wichtig für die Photovoltaik und für Elektroautos ist, finden seit 2016 Probebohrungen statt. Ein geplanter Abbau ist bisher nicht realisiert worden (Stand 2025).

### Tourismus
Vor allem die Gegend rund um die Weinebene, ein Bergsattel etwa in der Mitte des Gebirges, ist ein beliebtes Wandergebiet mit vielen Wanderwegen und Berghütten. Vom Kärntner Talort Wolfsberg aus können auch das Koralpenhaus und der Große Speikkogel in einer einfachen Wanderung erreicht werden.
Außerdem ermöglichen einige kleine Wintersportzentren das Ausüben von alpinem und nordischem Skisport.
Aufgrund der lokalen topographischen Gegebenheiten sind im Bereich der Waldrast (Ortsteil Wolfsberg-Rieding) exzellente Bedingungen für Drachenflug, Gleitschirmflug und Modellflug gegeben. Von diesem Punkt aus können vom Frühjahr bis in den Herbst stundenlange Thermik- oder Hangflüge unternommen werden.

#### Hütten
fast alle Hütten liegen in der Steiermark:
- Rehbockhütte (Hebalmwirtshaus) (1365 m): am Weg von der Weinebene zum Packsattel circa 1 km nördlich der Stoffhütte an der Hebalmstraße (Verbindung Deutschlandsberg–Wolfsberg)
- Freiländeralm-Hütte (1415 m): circa 2 km nördlich der Rehbockhütte, bewirtschaftet nur während der Almsaison (Frühjahr bis Herbst)
- Grünangerhütte (1580 m): am Weg von Glashütten zum Großen Speikkogel, bei der Hütte am Weg in das Bärental das „Reiner Bründl“ zur Erinnerung an Sepp Reiner, den maßgeblichen Mitarbeiter beim Ausbau der Hütte 1979.[14]
- Koralpenhaus (1966 m): in Kärnten, knapp unter dem Gipfel des Großen Speikkogel
- Glashütte (1314 m): nahe der Soboth
- Godingerhütte (1650 m): Hütte des SC Eitweg/Koralpe, über den Panoramaweg vom Koralpenparkplatz aus zu erreichen
- Grillitschhütte, früher „Schafhütte“ (1710 m): auf der Kärntner Seite zwischen Großem Speikkogel und der Weinebene, markant ist der runde Bau
- Gundisch Hütte (1435 m): direkt am Wanderweg vom Speikkogel Richtung Stausee Soboth, Alm und Ausschank während der Sommermonate
- Schwanberger Brendlhütte (circa 1500 m): Direkt am Wanderweg von St. Anna in Richtung des Großen Speikkogels
- Großhöllerhütte beim großen Kar (1790 m): oberhalb des Pomswasserfalls in Kärnten
- Stoffhütte (1424 m): am Weg von der Weinebene zum Packsattel (2022 Privathaus, kein Hüttenbetrieb mehr, alte Stoffhütte abgetragen)

#### Wanderwege
Das Gebiet der Koralpe wird von zahlreichen lokalen Wanderwegen erschlossen, außerdem verlaufen hier mehrere bedeutende Weitwanderwege
- der Nord-Süd-Weitwanderweg
- der Europäische Fernwanderweg E6
- der Jakobsweg Weststeiermark
- der Steirische Landesrundwanderweg sowie
- die Via Alpina (violetter Weg)

#### Schigebiet
Im Zuge der Koralm liegen drei Schigebiete: Das Schigebiet Koralpe oberhalb von Wolfsberg; die Weinebene und am Übergang zur Pack die Hebalm.

### Verkehr

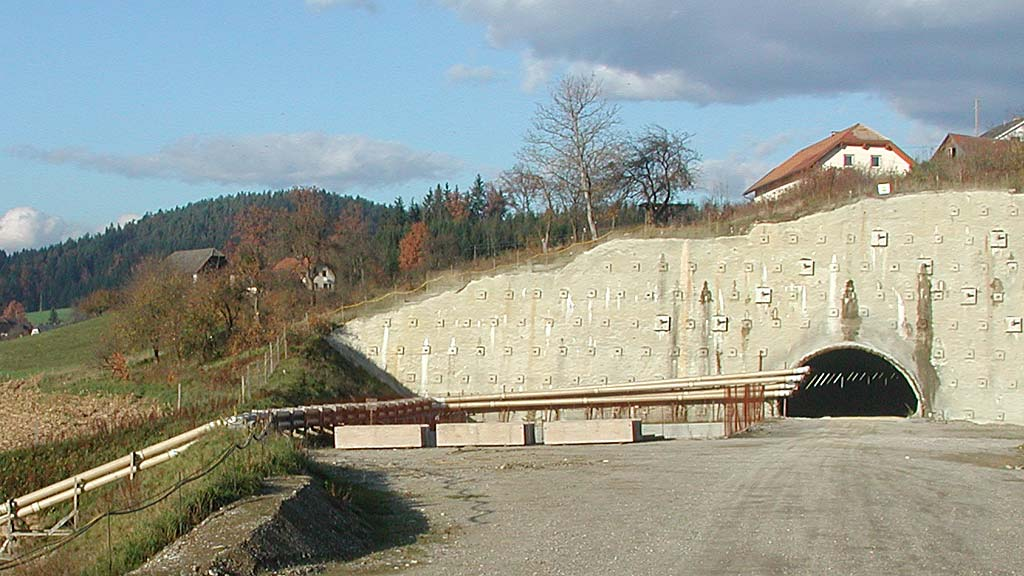
Erkundungsstollen für den künftigen Koralmtunnel

Von Kärnten in die Steiermark führen (Reihenfolge von Nord nach Süd):
- Packer Straße (B 70)
- Süd Autobahn (A 2)
- Hebalmstraße (L136 / L606)
- Weinebenstraße (L148 / L619)
- Südsteirische Grenz Straße (B 69)

sowie die in Bau befindliche Koralmbahn